# Pteroptrix plana
Pteroptrix plana is een vliesvleugelig insect uit de familie Aphelinidae. De wetenschappelijke naam is voor het eerst geldig gepubliceerd in 1963 door Nikol'skaya.